# 回銮寺
36°53′42″N 111°55′32″E / 36.89500°N 111.92556°E
回銮寺位于中国山西省介休市绵山镇兴地村，2006年被列为第六批全国重点文物保护单位。
回銮寺始建于唐中和年间，原称空王灵溪寺，唐末改称回銮寺，宋初重建，金天会十一年（1133年）再重建。寺坐北朝南，占地金一万平方米，现存山门天王殿大雄宝殿、东西垛殿、东西配殿等建筑，其中大雄宝殿为元代建筑，余为明清所建。大雄宝殿面阔五间，进深六椽，前檐设廊，悬山顶，檐下斗栱为六铺作单抄单下昂，梁架结构为四椽栿对前乳栿用四柱。